# Parc Natural d'Oyambre
El Parc Natural d'Oyambre és una espai natural a la zona litoral oest de Cantàbria. Té 5.758 hectàrees d'extensió abastant territoris dels municipis de Comillas, San Vicente de la Barquera, Udías, Valdáliga i Val de San Vicente. L'indret fou declarat parc natural el 21 de novembre de 1988 com a culminació d'un procés de pressió del moviment ecologista i popular que des dels anys setanta lluitava contra els projectes urbanitzadors que posaven en perill les dunes i la platja d'Oyambre.

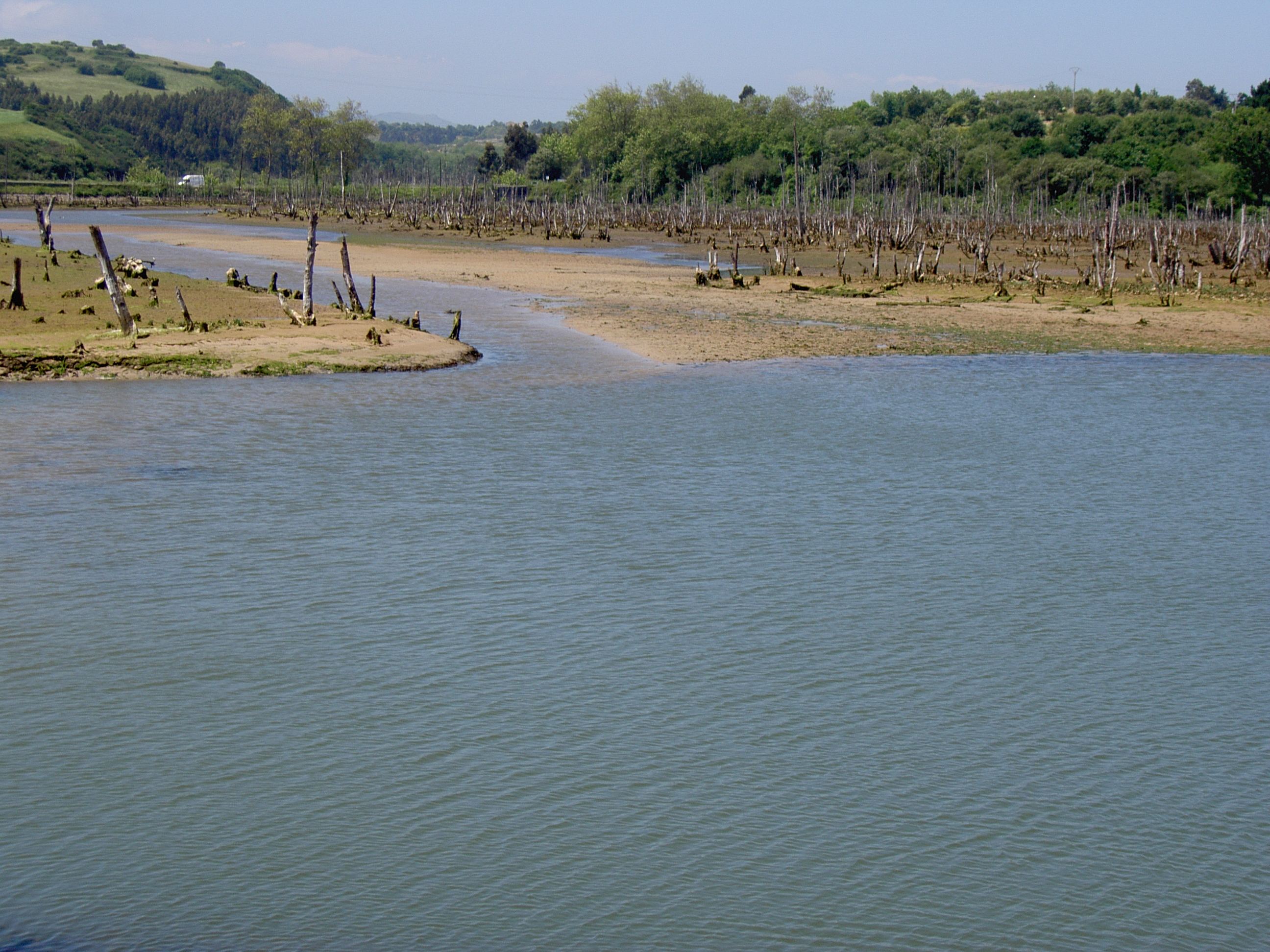
Oyambre

El parc natural, que abasta els estuaris de la ria de San Vicente, la ria de La Rabia i voltants, constitueix un magnífic exemple d'ecosistema litoral. Amb els penya-segats, els prats i el boscos amb frondoses autòctones, s'hi troben també diferents sistemes de dunes, que juntament amb els trobats al Parc Natural de les Dunes de Liencres són els més rellevants de la costa cantàbrica. Les ries i zones de marees rocoses i fangoses comprenen un hàbitat excel·lent per a les nombroses aus aquàtiques que hibernen a la zona o hi descansen durant les migracions. Entre les espècies que es poden observar destaquen el xarxet, l'ànec reial, el territ i el corb marí emplomallat.